# چهارقلعه علیا
چهارقلعه علیا، روستایی از توابع بخش مرکزی شهرستان کوهدشت در استان لرستان ایران است.
گوش مردمان لری است.

## جمعیت
این روستا در دهستان کوه دشت جنوبی قرار دارد و براساس سرشماری مرکز آمار ایران در سال ۱۳۸۵، جمعیت آن ۷۸ نفر (۱۴خانوار) بوده‌است.